# Griefing
Griefing – zachowanie graczy spotykane w grach multiplayer polegające na szkodzeniu otoczeniu. Termin pochodzi od angielskiego słowa grief (czyli żal, zgryzota) i może być tłumaczony na „przysparzać komuś powodów do żalu, zgryzoty, smutku”. Griefing jest synonimem wandalizmu.
Do przykładowych zachowań klasyfikowanych jako griefing należą:
- bratobójczy ogień, czyli zabijanie postaci będących naszymi potencjalnymi sojusznikami
- udzielanie fałszywych wskazówek i porad (w grach gdzie możliwa jest komunikacja poprzez chat)
- kradzież artefaktów zdobytych przez innych graczy.

Takie zachowania spotykają się z niechęcią innych graczy oraz zdecydowanym działaniem operatorów gier. Konta takich osób mogą być zablokowane lub nawet kasowane.